# Pleskodāle
Pleskodāle est un voisinage de la banlieue de Zemgale à Riga en Lettonie.

## Géographie
Pleskodāle voisine les quartiers de Zolitūde, Šampēteris, Āgenskalns, Bieriņi et  Mūkupurvs, ainsi que la  municipalité de Mārupes.
Les limites du quartier de Pleskodāle sont les rues Kārļa Ulmaņa gatve, Valgales iela, Jūrkalnes iela, Irlavas iela, Kalnciema iela, Ventspils iela, Lielirbes iela, Liepājas iela et Kārļa Ulmaņa gatve.
La superficie totale du quartier de Pleskodale est de 3,480 km2, soit 25% de moins que la superficie moyenne des quartiers de Riga. 
La longueur du périmètre du quartier est de 8 823 mètres.

## Transports
- Bus: 		7, 8, 22, 32, 35, 43, 44, 53, 56
- Trolleybus:

## Galerie

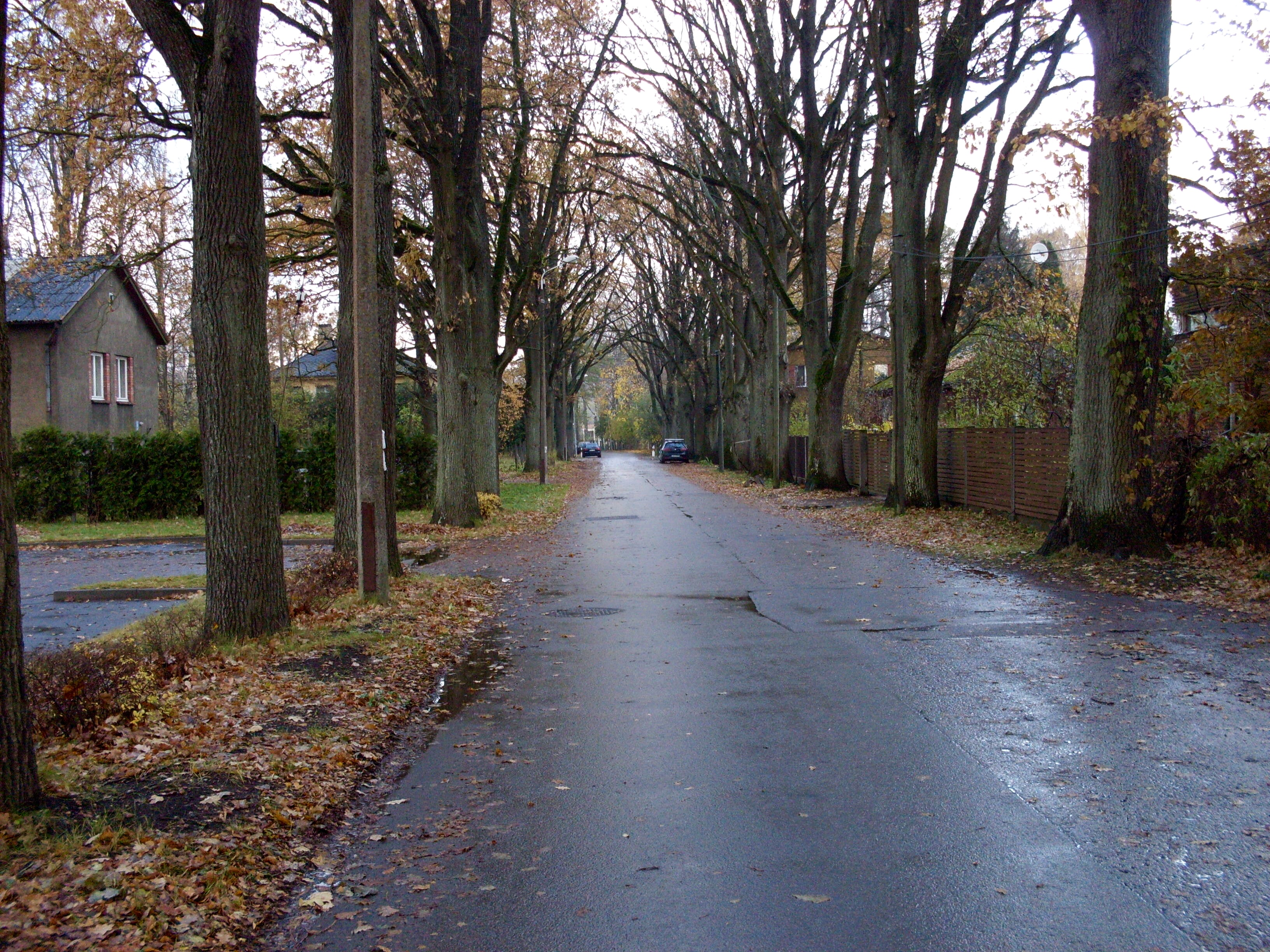
Astras iela.
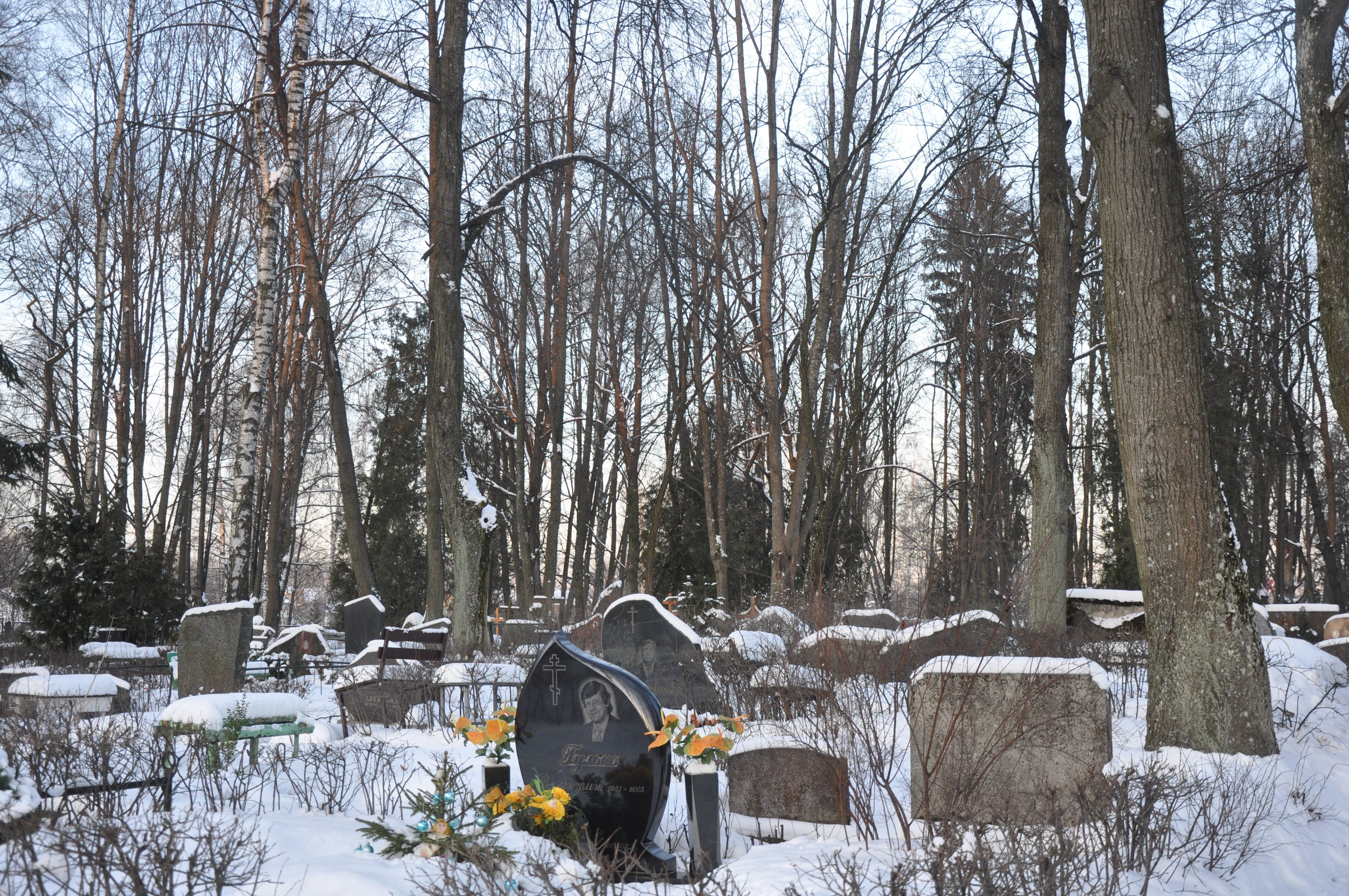
Cimetière  de Pleskodāle.
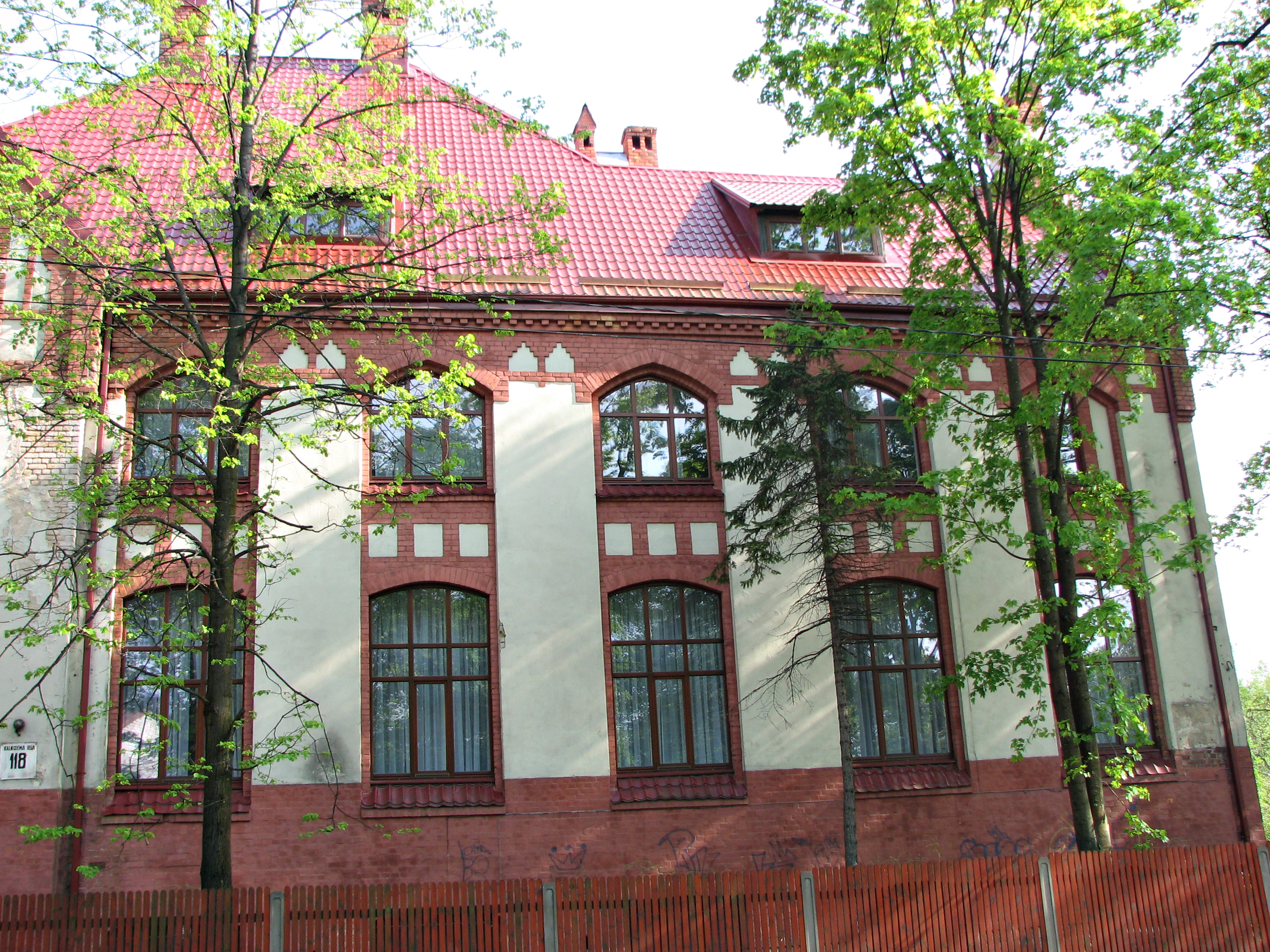
Pleskodāle.
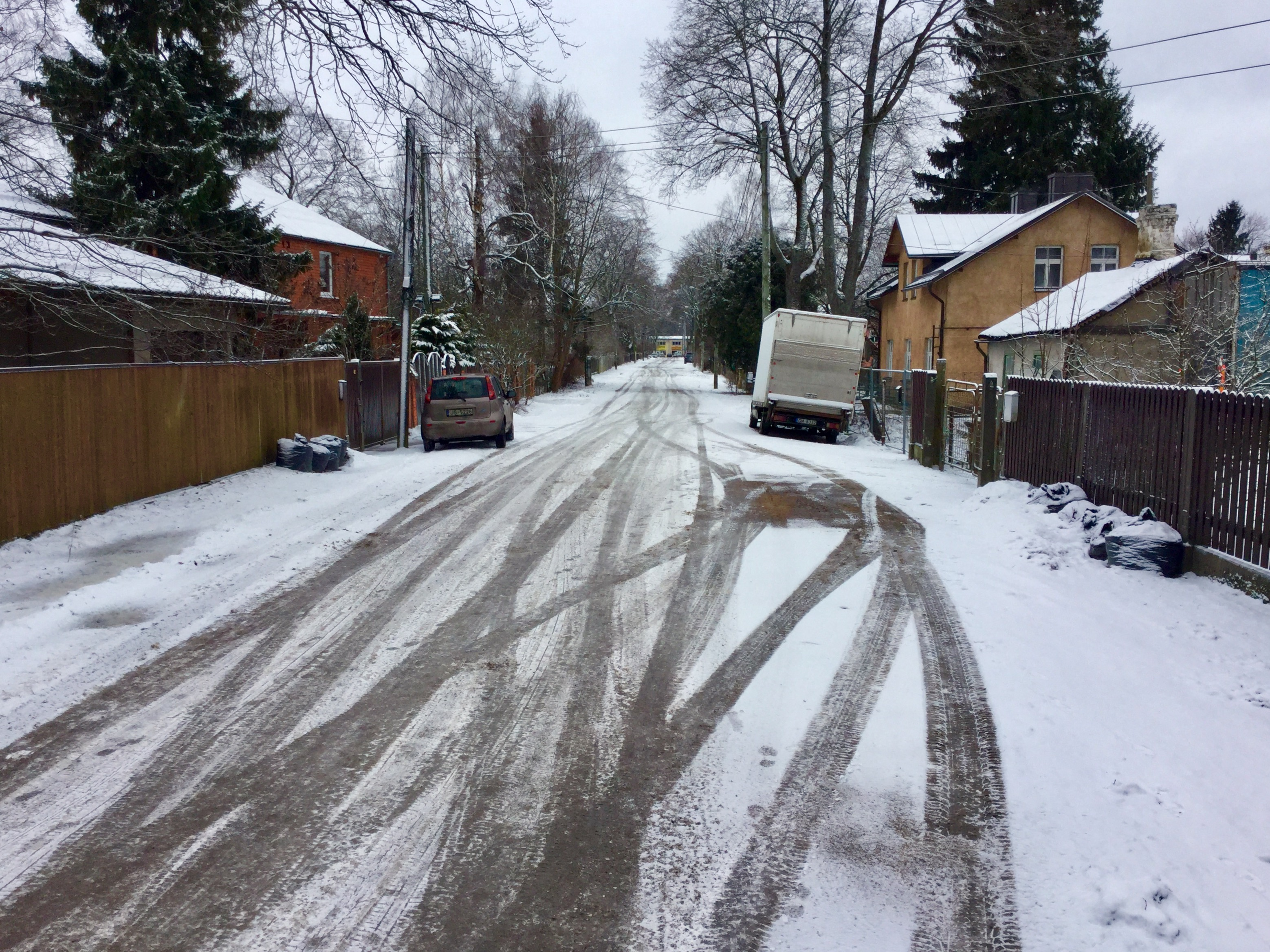
Zaru iela.
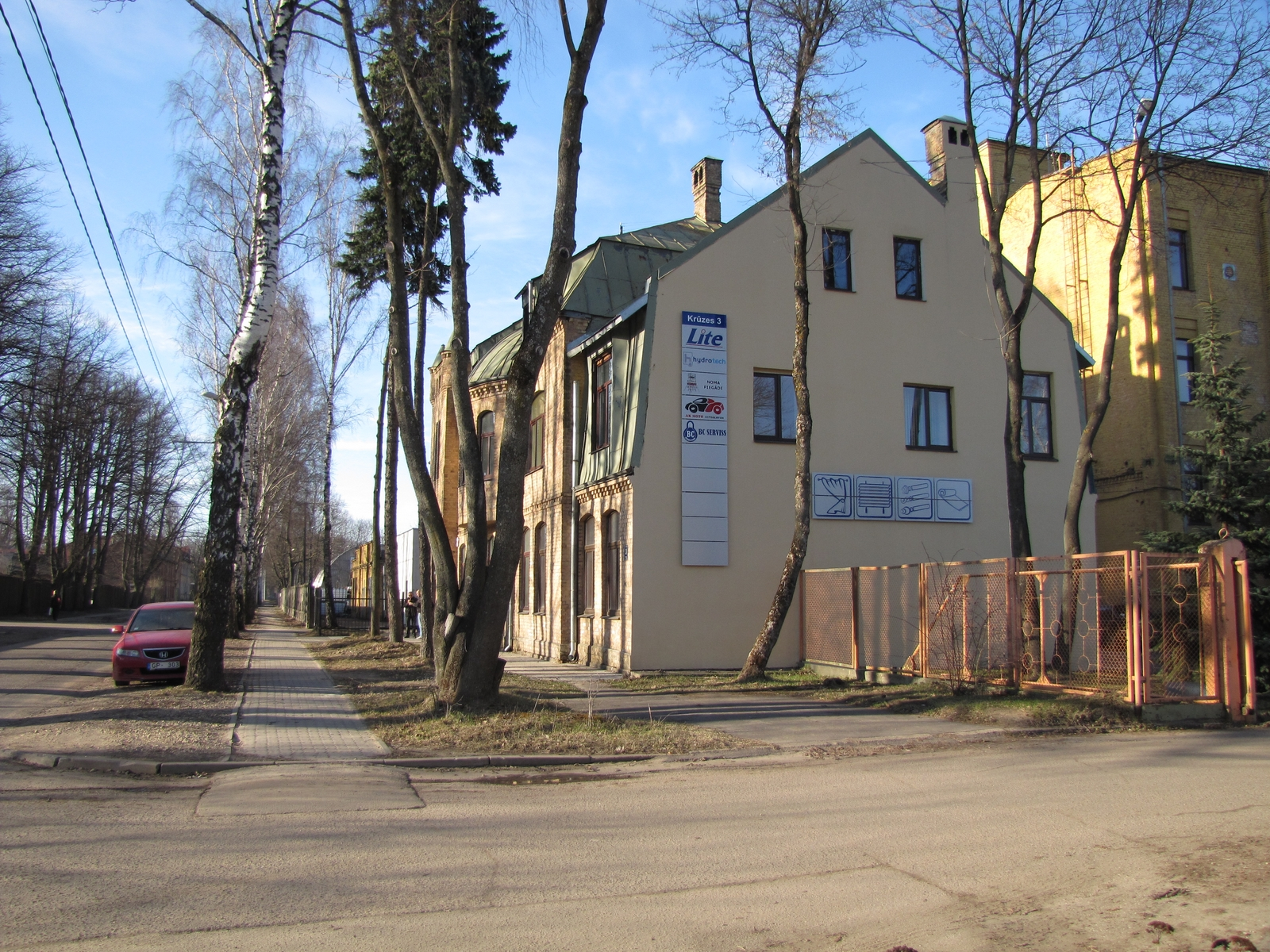
Kruzes iela.
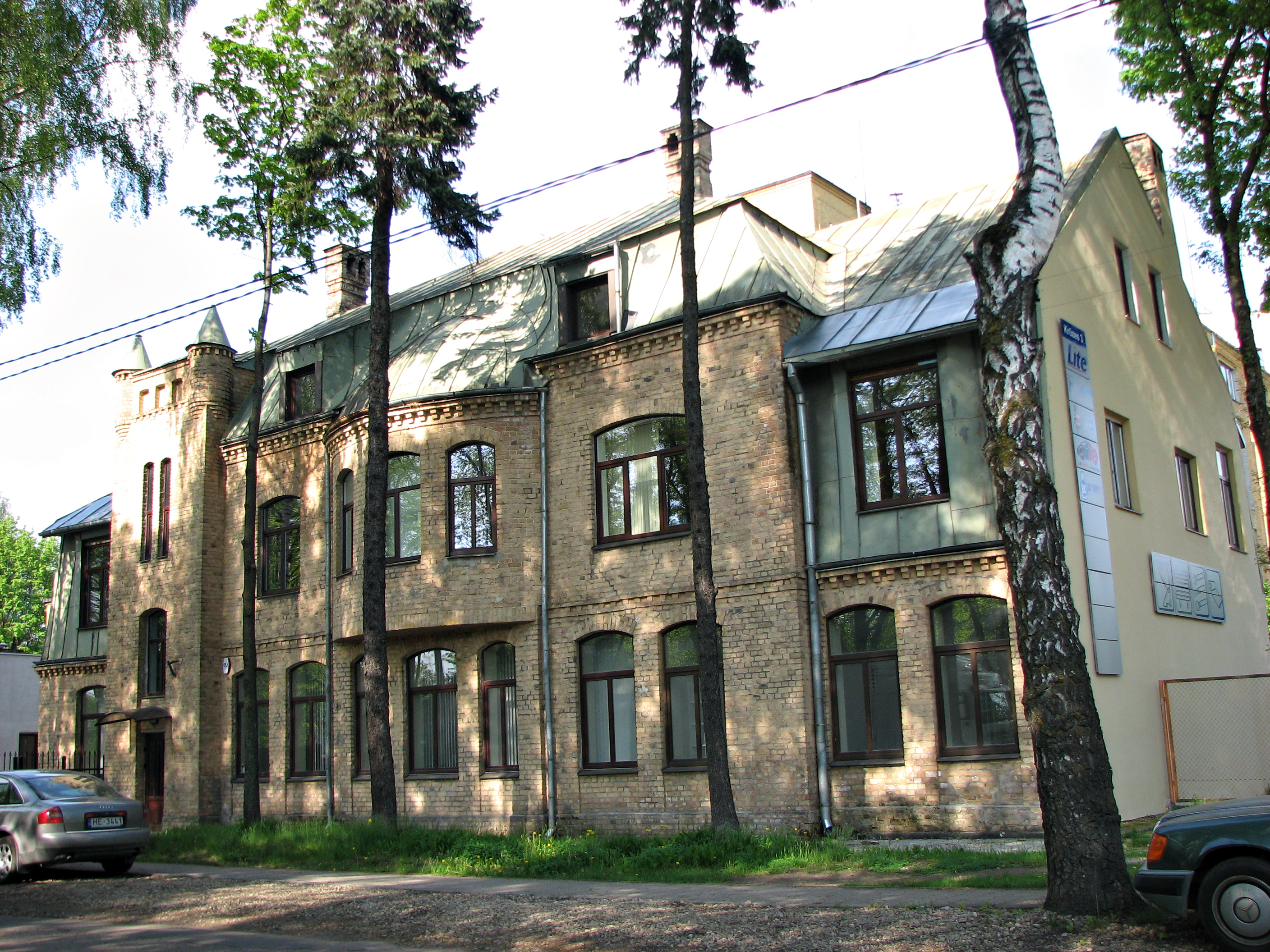